# Le Faucon millénium
Le Faucon millénium (titre original : Millenium Falcon) est un roman de science-fiction de James Luceno s'inscrivant dans l'univers étendu de Star Wars. Publié aux États-Unis par Del Rey Books en 2008, puis traduit en français et publié par les éditions Pocket en 2017,, il se déroule en l'an 43 après BY.